# Петухов, Григорий Иванович
Григорий Иванович Петухов (10 октября 1936, пос. Калиновка, Чесменский район, Челябинская область — 13 декабря 2010, Челябинск) — советский и российский партийный и государственный деятель, заместитель губернатора Челябинской области (1996—2010), народный депутат РСФСР (1990—1993).

## Биография
Трудовую деятельность начал в 1953 г. разнорабочим.
В 1963 г. окончил Челябинский институт механизации и электрификации сельского хозяйства.
- 1952—1955 гг. — механизатор колхоза «Калиновка» Челябинской области,
- 1972—1979 гг. — директор совхоза «Магнитный» Агаповского района Челябинской области,
- 1979—1984 гг. — первый секретарь Агаповского райкома КПСС,
- 1984—1991 гг. — секретарь Челябинского обкома КПСС по сельскому хозяйству,
- 1990—1993 гг. — народный депутат РСФСР, член Верховного Совета РСФСР,
- 1996—2010 гг. — заместитель губернатора Челябинской области.

Доктор технических наук, профессор, действительный член РАЕН (1995) и Нью-Йоркской АН (1998), заслуженный инженер Российской Федерации (1994).

## Награды и звания
Награждён орденами «За заслуги перед Отечеством» IV степени», Трудового Красного Знамени, двумя орденами «Знак Почёта», орденом Почёта (2002), знаком отличия «За заслуги перед Челябинской областью», рядом общественных наград.